# عبد الله الوزان
عبد الله الوزان هو صانع أفلام ورائد أعمال ومعماري كويتي. وُلد عبد الله في مدينة الكويت، الكويت عام 1990.

## سيرته
أبدى الوزان اهتمامًا بصناعة الأفلام مبكرًا في فترة قبل المراهقة. وبحلول سن السابعة عشر درس الهندسة المعمارية، وتخرج بدرجة البكالوريوس في الهندسة المعمارية عام 2012. في 2010 صنع الوزان فيلم الخيال العلمي المتحرك القصير "داون فروم أبوف" و هو الفيلم الأول له شخصيا الذي يتم عرضه على شاشات السينما، توجه الوزان بعدها لإنتاج فيلم الرسوم المتحركة القصير فلافل كارت عام 2019 والذي ترشح رسميًا في حفل توزيع جوائز الأوسكار الـ 92 في فئة أفلام الرسوم المتحركة القصيرة مما جعله يصبح أول فيلم قصير من الكويت يتأهل و يتم تقديمه رسميا إلى حفل جوائز الأوسكار.
في عام 2020 اختير فيلم فلافل كارت من إخراج عبدالله الوزان رسميًا في مهرجان هيروشيما الدولي للرسوم المتحركة المرموق في اليابان حيث حصل على تكريم مشرف "الأفضل في العالم" من قبل المهرجان و فاز بجائزة أفضل فيلم قصير دولي في مهرجان لوس أنجلوس للرسوم المتحركة في 2019. كما فاز الوزان في عام 2021 بجائزة أفضل فيلم رسوم متحركة قصير في مهرجان بربانك السينمائي الدولي في كاليفورنيا، الولايات المتحدة.
كما حظي الوزان بترشيحات في مهرجان دي سي إندبندنت السينمائي في واشنطن، ومهرجان بالم سبرينغز الدولي للرسوم المتحركة في كاليفورنيا، ومهرجان ساوثهامبتون السينمائي الدولي في المملكة المتحدة، ومهرجان أجيال السينمائي في الدوحة. واختير فيلمه فلافل كارت للمشاركة رسميًا في مهرجان أثينا للرسوم المتحركة في اليونان ومهرجان سونوما السينمائي الدولي في كاليفورنيا ومهرجان الرباط الدولي لسينما المؤلف في المغرب ومهرجان مونتريال الدولي لأفلام الرسوم المتحركة في كندا.
أعلنت مؤسسة الدوحة للأفلام في مايو 2017 أثناء مهرجان كان السينمائي على حصول سيناريو عبد الله الوزان لفيلم الدراما التشويقي "من فوق الهاوية" على المنحة السنوية للأفلام.
في 2014 شارك عبدالله الوزان رسميا في مهرجان كان السينمائي و في مهرجان دبي السينمائي الدولي، كما رشح في مهرجان الشارقه السينمائي الدولي للطفل في 2015

## الجوائز
| السنه | اسم الفيلم | المهرجان                                | الجائزه                             | الدوله           | النتيجه     |
| ----- | ---------- | --------------------------------------- | ----------------------------------- | ---------------- | ----------- |
| 2019  | فلافل كارت | مهرجان لوس أنجلوس للأنميشن              | أفضل فيلم دولي قصير                 | الولايات المتحده | فوز         |
| 2020  | فلافل كارت | مهرجان هيروشيما الدولي للأنميشن         | أفضل أفلام العالم                   | اليابان          | إشاره شرفيه |
| 2021  | فلافل كارت | مهرجان بربانك السينمائي الدولي          | أفضل فيلم متحرك قصير                | الولايات المتحده | فوز         |
| 2019  | فلافل كارت | مهرجان بالم سبرنجز الدولي للأنميشن      | أفضل فيلم متحرك قصير                | الولايات المتحده | رُشِّح         |
| 2020  | فلافل كارت | مهرجان دي سي إندبندنت السينمائي         | أفضل فيلم متحرك قصير                | الولايات المتحده | رُشِّح         |
| 2020  | فلافل كارت | مهرجان ساوثامبتون السينيمائي الدولي     | أفضل فيلم متحرك قصير                | المملكه المتحده  | رُشِّح         |
| 2020  | فلافل كارت | مهرجان ساوثامبتون السينيمائي الدولي     | أفضل مخرج                           | المملكه المتحده  | رُشِّح         |
| 2020  | فلافل كارت | مهرجان أجيال السينمائي                  | منافسه الهلال لأفضل فيلم متحرك قصير | قطر              | رُشِّح         |
| 2021  | فلافل كارت | مهرجان باريس السينمائي الدولي للأنيميشن | منافسه آفاق                         | فرنسا            | رُشِّح         |